# Rafael Alberola Herrera
Rafael Alberola Herrera (Alacant, 1901 - 1977) fou un periodista i polític valencià, diputat a les Corts Espanyoles durant la Segona República.

## Biografia
Era fill de Francisco Alberola Canterac i germanastre de Francisco Alberola Such. Inicià la carrera militar en l'Artilleria, però l'abandonà per a estudiar enginyeria. A final de desembre de 1930 fou nomenat secretari de l'Aliança Monàrquica d'Alacant i formà part de la candidatura monàrquica a les eleccions municipals espanyoles de 1931 a Alacant, que fou derrotada.
L'abril del 1932 va formar part de la Dreta Regional Agrària, secció alacantina d'Acció Popular, i poc després fou detingut acusat de donar suport el cop d'estat del general José Sanjurjo Sacanell. Fou elegit diputat per la província d'Alacant a les eleccions generals espanyoles de 1933 dins les llistes de la CEDA. A les eleccions generals espanyoles de 1936 intentà un acord per fer una llista conjunta amb els radicals i el grup de Chapaprieta, però no va quallar i no revalidà l'acta de diputat.
En esclatar la guerra civil espanyola era fora d'Alacant, on fou declarat enemic de la República. En acabar la guerra abandonà la política i es dedicà al periodisme i dirigeix les publicacions Bahía (1953), Información i La Voz de la Costa Blanca.